# Spatalla setacea
Spatalla setacea är en tvåhjärtbladig växtart som först beskrevs av Robert Brown, och fick sitt nu gällande namn av Rourke. Spatalla setacea ingår i släktet Spatalla och familjen Proteaceae. Inga underarter finns listade i Catalogue of Life.